# Vier neue große Erfindungen der modernen Zeit
Vier neue große Erfindungen der modernen Zeit (chinesisch 新四大发明, Pinyin xīn sì dà fāmíng, englisch Four new inventions) ist ein chinesischer Slogan aus dem Jahre 2017, der von den chinesischen Staatsmedien, beispielsweise der Nachrichtenagentur Xinhua propagiert wurde. Der Slogan nimmt geschichtlichen Bezug auf die vier großen Erfindungen des alten Chinas (chinesisch 四大发明) (Papier, Buchdruck, Schwarzpulver und Kompass).
Für keine der vier Erfindungen gibt es Belege, dass sie tatsächlich in China erfunden wurden, dennoch haben alle vier gemein, dass sie zur damaligen Zeit in der VR China ein enormen Boom erlebten und Symbole der Modernisierung des Landes waren. Als die vier neue große Erfindungen der modernen Zeit wurden benannt:
1. gāotiě 高铁 (Hochgeschwindigkeitszüge, siehe CRH),
2. wǎnggòu 网购 (Online-Shopping),
3. yídòng zhīfù 移动支付 (mobile Bezahlung[3]),
4. gòngxiǎng dānchē 共享单车 (Fahrrad-Sharing).

## Hochgeschwindigkeitszüge
Seit einem Besuch Deng Xiaopings in Japan im Jahre 1978 gab es Bestrebungen, in China ein Hochgeschwindigkeitseisenbahnnetz vergleichbar mit dem japanischen Shinkansen zu errichten. Bis in die 1990er Jahre fuhren chinesische Personenzüge mit maximal 120 km/h Höchstgeschwindigkeit und im Alltagsbetrieb häufig deutlich langsamer. Planung und Bau der erste Schnellfahrstrecke Qinhuangdao–Shenyang dauerten von Mitte der 1980er-Jahre bis 2003. Eine Vielzahl weiterer Strecken folgte, auch motiviert durch Infrastrukturprojekte im Rahmen der Olympischen Sommerspiele 2008. Hochgeschwindigkeitszüge wurden anfänglichen in Kooperationenen mit Bombardier, Kawasaki Heavy Industries, Siemens und Alstom gebaut, bis schließlich im Jahre 2010 ein Zug einheimischer Entwicklung der Baureihe CRH380A Geschwindigkeitsrekorde aufstellte. China war mittlerweile zum Land mit dem größten Hochgeschwindindigkeits-Eisenbahnnetz aufgestiegen.

## Online-Shopping
Im Jahre 1999 waren die Plattformen Dangdang und joyo.com (heute Amazon China) die ersten e-Commerce-Plattformen in China. Im Jahre 2003 folge Jack Ma mit der Plattform Taobao, ein Jahr darauf JD.com.

## Mobiles Bezahlen
Jack Ma gründete im Jahre 2004 Alipay. Die Möglichkeit zum einfachen mobilen Bezahlen ermöglichtes es beispielsweise treuhänderisch abgesichert auf der Einkaufsplattform Taobao ohne Einbeziehung von Zwischhändlern zu kaufen. Dienstleistungen wie Taxi oder Leihfahrräder konnten nun auch online bezahlt werden. Im Jahre 2013 löste Alipay PayPal als weltweit größte Online-Bezahlplattform ab, mit WeChat Pay entstand eine Alternative zu Alipay. Die Popularität des mobilen Bezahlens führte zu einem Bedeutungsverlust von Bargeld und damit auch zu einer Reduktion der mit Bargeld verbundenen Gefahren wie beispielsweise Raubüberfälle und Taschendiebstahl.

## Mietfahrräder
Im Rahmen der Olympischen Sommerspiele 2008 in Peking gab es verschiedene Bestrebungen zur Verbesserung der Luftqualität in Peking. Eine der Maßnahmen war das Ausbau des Fahrradverleihsystems in Peking. Mit der Möglichkeit zum mobilen Bezahlen entstanden in den Jahren 2014 bis 2017 mehrere docklose App-basierte Fahrradverleihsysteme wie Ofo (ab 2014), Mobike (2015) und Bluegogo. Fahrradverleihsysteme boomten und es fanden mit Investorengeld befeuerte Expansionen in viele internationale Metropolen statt. Dennoch zeichnete sich bereits im Jahre 2017 mit der Insolvenz von Bluegogo erste Anzeichen einer Konsolidierung ab.